# NGC 752
Az NGC 752 (más néven Caldwell 28) egy nyílthalmaz az Andromeda csillagképben.

## Felfedezése
Az NGC 752 nyílthalmazt William Herschel fedezte fel 1786. szeptember 21-én. A Caldwell-katalógusban a 28-as sorszámmal szerepel.
Valószínűsíthető, hogy Giovanni Battista Hodierna még 1654 előtt felfedezte a halmazt.

## Tudományos adatok
Az NGC 752 több mint 60, 8,96 magnitúdónál halványabb csillagot tartalmaz. Legforróbb csillagai A2 színképosztályúak, ami azt jelzi, hogy a halmaz igen öreg, 1,1 milliárd éves. Átmérője 19 fényév (1,798·1017 m). Körülbelül 70 tagja van.

## Megfigyelési lehetőség
Legalább 8 cm-es távcső kell hozzá, mert csillagai halványak.